# 4091 Lowe
4091 Lowe è un asteroide della fascia principale. Scoperto nel 1986, presenta un'orbita caratterizzata da un semiasse maggiore pari a 3,1840055 UA e da un'eccentricità di 0,1179624, inclinata di 12,22884° rispetto all'eclittica.
L'asteroide è dedicato all'astronomo canadese Andrew Lowe.